# Yoshitada Yamaguchi
Yoshitada Yamaguchi (n. 28 septembrie 1944, Fujieda, Japonia) este un fost fotbalist japonez.

## Statistici
| Japonia | Japonia | Japonia |
| An      | Meciuri | Goluri  |
| ------- | ------- | ------- |
| 1964    | 1       | 0       |
| 1965    | 4       | 0       |
| 1966    | 7       | 0       |
| 1967    | 4       | 0       |
| 1968    | 3       | 0       |
| 1969    | 4       | 0       |
| 1970    | 12      | 0       |
| 1971    | 6       | 0       |
| 1972    | 5       | 0       |
| 1973    | 3       | 0       |
| Total   | 49      | 0       |